# ألان س. كارلسون
ألان س. كارلسون (بالإنجليزية: Allan C. Carlson)‏ هو مؤلف ومؤرخ أمريكي، ولد في 1949 في دي موين في الولايات المتحدة.